# Asteia amoena
Asteia amoena är en tvåvingeart som beskrevs av Johann Wilhelm Meigen 1830. Asteia amoena ingår i släktet Asteia och familjen smalvingeflugor. Arten är reproducerande i Sverige. Inga underarter finns listade i Catalogue of Life.